# Solanum nienkui
Solanum nienkui là loài thực vật có hoa trong họ Cà. Loài này được Merr. & Chun miêu tả khoa học đầu tiên năm 1935.